# 危地马拉人权
危地马拉人权问题显著。危地马拉国际反有罪不罚委员会的成立帮助了总检察长起诉法外处决和腐败行为。1960年至1996年危地马拉内战中的施暴者仍然普遍逍遥法外，另外，人权观察组织认为在该国针对工会会员、记者和律师的威胁与暴力是一个主要问题。
八名前陆军成员被控与失踪有关的罪名，该案涉及一个现由联合国管理的，名为CREOMPAZ的基地，550人中有130人的尸体在基地中被发现，该案自2016年开始审理以来，由于证人受到恐吓等因素而陷入停滞。

## 历史
危地马拉经历了长达36年的内战之后，开始转型成为一个更加稳定和成熟的民主国家。然而，内战結束後，貪汙开始蔓延至全国，最终导致整个国家陷入犯罪猖獗和混乱的情況。 2013年，危地马拉的兇殺案上升至每年約6,000起，这些暴力杀戮包括妇女和儿童的死亡。当危地马拉努力根除腐败时，许多高级政府官员却参与了组织犯罪。这导致只有大约2%的暴力犯罪能够得到审判。2015年，時任总统奥托·佩雷斯·莫利纳、副总统罗克萨娜·巴尔德蒂和其他高级官员因貪汙而被剥夺权力并受到起诉。2013年5月10日，埃弗拉因·李歐斯·蒙特被判犯有种族灭绝罪，并被判处80年监禁，但10天后这一判决就被推翻。蒙特在第二次审判期间于2018年4月1日去世，享年91岁。

## 解决方案
2003年初，瓜地馬拉政府請求聯合國政治事務部協助建立一個機制，協助瓜地馬拉政府調查和起訴非法團體及秘密安全机构的成員。經過討論和技術考察後，聯合國於2004年1月7日與危地馬拉政府簽署了一項協議，其中規定成立「非法團體及秘密安全机构调查委员会」(CICIACS)。然而，该组织的成立在危地马拉引发了争议，最终，憲法法院裁决这违反宪法赋予公共部的专属权力而被否決。被否決后，危地马拉政府修改了CICIACS的文件和规定，以消除宪法法院提请他们注意的所有违宪问题。完成后，他们再次向法院提交该提案，宪法法院审查后批准了该提案。他们将其更名为「危地马拉消除有罪不罚现象国际委员会」(CICIG)。2006年12月12日，危地马拉政府和联合国签署「建立危地马拉消除有罪不罚国际委员会」協議。2007年8月，此委員會於危地马拉国会正式批准协議後成立。

## 法律问题
1990年，国际人权法小组认为，危地馬拉的人權狀況不佳應歸咎於該國的刑事司法系統，時任總統比尼西奧·塞雷索宣布從现在起他们將負起责任。危地马拉刑事司法系统应该与法庭合作，惩罚那些侵犯人权的人。尽管危地马拉实施了保护人权的制度，但侵犯人权的问题仍然存在。部分原因是法官没有接受适当的培训，导致他们不可靠，从而影响调查。
2022年5月16日，亚历杭德罗·贾马太重新任命玛丽亚·孔苏埃洛·波拉斯为总检察长，任期四年。该决定对该国的人权和法治构成了严重风险。在任職的最初幾年，波拉斯破坏了对腐败和侵犯人权行为的调查，并对记者、法官和检察官任意提起刑事诉讼。

## 族群議題

### 性别議題
2017年7月，上訴法院確定判決兩名前軍官犯下性暴力、家庭奴役和性奴役等危害人類罪，受害者是14位瑪雅婦女。此外，其中一名前軍官還被判謀殺三名女性的罪名，另一名前軍官則多被判強迫七名女性受害者的丈夫失踪的罪名。他們分別被判處120年和240年監禁。

### LGBT議題
危地馬拉宪法并不保护LGBT权益。2017年4月提出的一項立法提案除了明確禁止同性婚姻，還有限制公立學校向學生教授性的多樣性和性別意識形態。

### 原住民議題
危地馬拉原住民人权状况不佳，原住民社區广播一直处于非法状态。
2021年12月17日，美洲人權法院針對Indigenous Maya Kaqchikel Peoples of Sumpango vs. Guatemala 一案，宣布危地馬拉「對侵犯原住民言論自由、平等權和參與文化生活的權利負有國際責任」，裁定該國違反《美洲人權公約》第13條和第26條，理由是其有關無線電頻率分配的規定歧視原住民。這使得結構性貧窮的原住民社區無法經營自己的媒體機構，進而損害了媒體的多元性和多元化。
在裁決中，法院要求該國：
- 在法律上承認原住民社區廣播電台
- 在各種平台上發布裁決（以西班牙語和瑪雅語）
- 停止針對原住民社區廣播電台的刑事訴訟
- 撤銷社區廣播者先前的定罪
- 賠償四個受害社區

上述所有內容必須在2022年12月17日之前完成。不過，該國在2023年才履行部分義務，在報紙發布此判決。另外，該國總統和平與人權委員會於同年11月24日以西班牙語出版了該文件，瑪雅語版尚未完成。關於此案，該國檢察官辦公室表示，在對《刑法》進行改革之前，它無法停止針對原住民廣播者的法律訴訟。